# Johann Georg Wagler

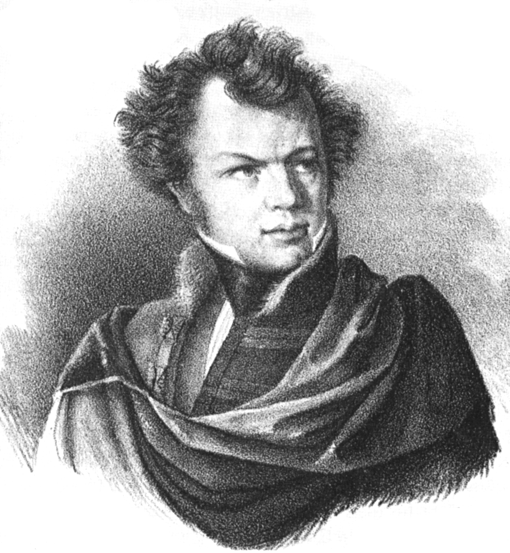
Johann Georg Wagler

Johann Georg Wagler (Neurenberg, 28 maart 1800 - Moosach, 23 augustus 1832) was een Duits zoöloog. Hij was de assistent van de bekende Duitse bioloog Johann Baptist von Spix en werd na de dood van Spix directeur van het zoölogische museum van het Ludwig-Maximilians-Universiteit München. Hij werkte met het omvangrijke materiaal dat Spix uit Brazilië had meegebracht, en schreef in 1832 het Monographia Psittacorum.
In totaal zijn 38 genera en 62 vogelsoorten (die anno 2023 nog als zodanig gelden) door hem beschreven.
Wagler stierf jong; hij overleed op 32-jarige leeftijd aan de gevolgen van een schotwond die hij zichzelf per ongeluk had toegebracht.

## Werken
- Serpentum Brasiliensium (1824)
- Monographia Psittacorum (1832)[2]
- Descriptiones et Icones Amphibiorum (1833)[3]

- Gemeinsame Normdatei: 117093653
- International Standard Name Identifier: 0000 0000 3816 3236
- Library of Congress Control Number: n85829221
- Nationale Bibliotheek van Israël: 987007355514905171
- Nederlandse Thesaurus van Auteursnamen: 068539835
- Réseau des bibliothèques de Suisse occidentale: 02-A003952847
- LIBRIS: 345879
- Système universitaire de documentation: 086239694
- Virtual International Authority File: 35225072
- WorldCat: E39PBJcC3GRk93fmCBffPRYwYP